# Festival delle colline torinesi
Il Festival delle colline torinesi è una manifestazione di teatro Italiana.

## Storia
Il festival è stato fondato nel 1996 da Sergio Ariotti e Isabella Lagattolla con lo scopo di proporre un calendario di spettacoli nel periodo estivo che permettesse di valorizzare il territorio, sfruttando le ville, i castelli, le chiese, i paesi della collina nei dintorni di Torino. 
Le proposte e gli spettacoli del Festival lo hanno qualificato come una interessante vetrina europea di un teatro più sperimentale e innovativo.
Nel 2006 il Festival riceve il Premio Hystrio-Altre Muse, per la stagione 2006/07 viene attribuito al festival il Premio Speciale dal Premio Ubu diretto da Franco Quadri. 